# Kościół Matki Boskiej Różańcowej i św. Stanisława Biskupa i Męczennika w Łodzi
Kościół Matki Boskiej Różańcowej i świętego Stanisława Biskupa i Męczennika w Łodzi – rzymskokatolicki kościół parafialny należący do parafii pod tym samym wezwaniem (dekanat Łódź-Stoki archidiecezji łódzkiej). Znajduje się na osiedlu Stoki.

## Historia

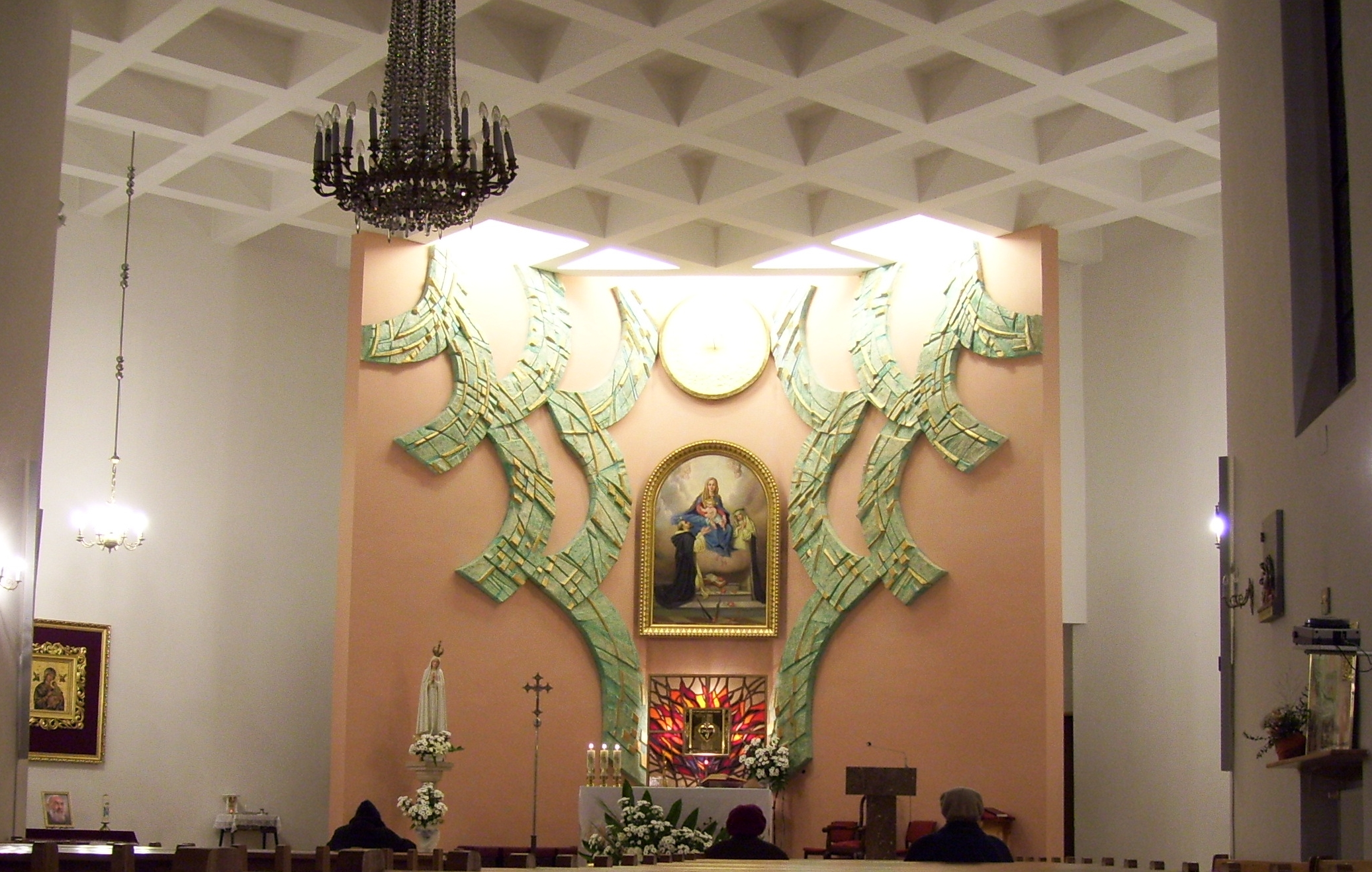
Wnętrze świątyni - prezbiterium

Jest to świątynia wzniesiona w latach 1929–1931. Budowla jest murowana, reprezentuje styl modernistyczny, zaprojektował ją architekt Józef Kaban. Poświęcona została w dniu 5 lipca 1931 roku przez biskupa Wincentego Tymienieckiego. W 1988 roku rozpoczęła się rozbudowa świątyni (prezbiterium, zakrystia, sale), która została zakończona w 1994 roku, powstała wówczas także wieża-dzwonnica. Kościół konsekrował w 2002 roku arcybiskup Władysław Ziółek.

## Wyposażenie
Do wyposażenia świątyni należą: ołtarz marmurowy, 3 dzwony, Droga Krzyżowa (wykonana z gipsu), organy o 3 manuałach, pedał, 12 głosów, ławki wykonane z drewna dębowego.